# Vox
Vox é um sítio americano de notícias e opiniões liberal, de propriedade da Vox Media. O sítio foi fundado em abril de 2014 por Ezra Klein, Matt Yglesias e Melissa Bell, e é conhecido por seu conceito de jornalismo explicativo. A presença da Vox na mídia também inclui um canal no YouTube, vários podcasts e um programa apresentado na Netflix.

## História
Antes de fundar a Vox, Ezra Klein trabalhou para o The Washington Post como chefe do Wonkblog, um blog de políticas públicas. Quando Klein tentou lançar um novo site usando o financiamento dos editores do jornal, sua proposta foi recusada e, posteriormente, Klein deixou o The Washington Post para uma posição na Vox Media, outra empresa de comunicações, em janeiro de 2014. The New York Times descreveu a Vox Media como "uma empresa de tecnologia que produz mídia" em vez de sua inversa, associada à "Old Media". De seu novo cargo, Klein trabalhou no estabelecimento da Vox, incluindo a contratação de novos jornalistas para o sítio. Klein esperava "melhorar a tecnologia das notícias" e construir uma plataforma online melhor equipada para tornar as notícias compreensíveis. Equipe de 20 pessoas do novo local foi escolhido por sua experiência em áreas temáticas e incluiu Matthew Yglesias, Melissa Bell, da Slate, e seus colegas de Klein de The Washington Post. O Vox foi lançado em 6 de abril de 2014, com Klein atuando como editor-chefe.
O ensaio editorial de abertura de Klein, "Como a política nos torna estúpidos", explicou sua angústia sobre a polarização política no contexto das teorias de Dan Kahan, professor de Yale Law School, sobre como as pessoas se protegem de informações que conflitam com suas crenças fundamentais.
Em junho de 2016, a Vox suspendeu o colaborador Emmett Rensin por uma série de tweets pedindo tumultos anti-Trump, incluindo um em 3 de junho de 2016, que pedia: "Se Trump vier à sua cidade, inicie uma revolta". Os tweets chamaram a atenção depois que violentos protestos contra Trump ocorreram em San Jose, Califórnia, no dia do tweet de Rensin. Elizabeth Plank foi contratada em 2016 como correspondente política e em 2017 lançou sua própria série com a Vox Media, chamada Divided States of Women.
Em setembro de 2017, Klein publicou um post no Vox anunciando que estava assumindo um novo cargo de editor-geral e que Lauren Williams, que ingressou na Vox alguns meses após sua fundação, era a nova editora-chefe.